# Епархия Лежи
Епархия Лежи (лат.  Dioecesis Alexiensis ) — епархия Римско-Католической церкви с центром в городе Лежа, Албания. Епархия Лежи входит в митрополию Шкодера — Пулта. Кафедральным собором епархии Лежи является церковь святого Николая.

## История
Епархия Лежи была образована в XIV веке. Первоначально епархия Лежи входила в митрополию Венеции. После завоевания Албании турками епархия Лежи пришла в упадок. Три из пяти католических церквей в городе Лежа была переоборудованы в мечети.
В начале XX века католический монастырь святого Антония Падуанского, находящийся в городе Лежа, стал важным местом католического паломничества.
Во время коммунистического режима с 1948 по 2005 год кафедра епархии Лежи была вакантной.
28 октября 2007 года кардинал Джованни Баттиста Ре освятил новый кафедральный собор святого Николая в городе Лежа.

## Ординарии епархии
| - епископ Domenico Progoni (21.11.1369 — ?); - епископ Gregorio da Venezia (1385); - епископ Pietro; - епископ Francesco Petri (7.09.1394 — ?); - епископ Andrea de Rhegino (? — 6.10.1397); - епископ Andrea Sume (5.10.1405 — 10.05.1426) — назначен епископом Албании; - епископ Pietro Sarda (27.11.1427 — 1438); - епископ Pietro Domgion (5.09.1459 — ?); - епископ Vito Jonyma (28.01.1474 — ?); - епископ Pietro Malcasi (27.07.1478 — ?); - епископ Pietro (12.09.1485 — ?); - епископ Francesco Conti (15.07.1504 — ?); - епископ Giorgio Negri (23.02.1509 — 1512); - епископ Michele di Natera (9.05.1513 — ?); - епископ Nicola Dabri (26.12.1513 — ?); - епископ Nicola Modulo (17.06.1517 — ?); - епископ Pedro Gil (1518); - епископ Bernardino (Giovanni) Gionema (17.05.1518 — ?); - епископ Fernando de Rosas (19.11.1519 — ?); - епископ Nicola Naule (? — 1525); - епископ Gionj Stymaj (19.11.1525 — ?); - епископ Antonio de Nigris (24.05.1529 — 8.11.1535); - епископ Guglielmo de Furby (8.11.1535 — 1556); - епископ Nicola Gerino (23.03.1558 — 1559); - епископ Antonio de Nigris (1559 — ?); - епископ Giovanni Crassinga (29.06.1560 — 1575); | - епископ Teodoro Calumpsi (26.10.1575 — 1578); - епископ Marino Braiano (15.10.1578 — ?); - епископ Innocenzo Stoicino (12.08.1596 — 25.10.1620); - епископ Benedetto Orsini (21.06.1621 — 1654); - епископ Giorgio Vladagni (6.03.1656 — 1692); - епископ Nicola Vladagni (15.10.1692 — 1705); - епископ Giovanni Galata (15.11.1728 — 26.01.1739); - епископ Simone Negri (23.02.1739 — 1748); - епископ Paolo Campsi (15.09.1748 — 1750); - епископ Antonio de Alessio (16.11.1750 — 15.08.1765); - епископ Giorgio Giunchi (9.12.1765 — 24.07.1786) — назначен архиепископом Бара; - епископ Michele Criesesi (24.07.1786 — 2.02.1797); - епископ Nicola Malci (24.07.1797 — 1826); - епископ Gabriele Barissich Bosniese (19.07.1826 — 1841); - епископ Giovanni Topich (19.01.1842 — 27.09.1853); - епископ Luigi Ciurcia (27.09.1853 — 4.06.1858); - епископ Paolo Dodmassei (2.05.1858 — 1870); - епископ Franciszek Malczynski (24.05.1870 — 1908); - епископ Luigj Bumci (18.09.1911 — 1943); - епископ Frano Gjini (4.01.1946 — 11.03.1948); - Sede vacante (1948—2005); - епископ Ottavio Vitale (5.02.2000 — 23.11.2005) — апостольский администратор; - епископ Ottavio Vitale (23.11.2005 — по настоящее время). |  |

## Источник
- Annuario Pontificio, Libreria Editrice Vaticana, Città del Vaticano, 2003, ISBN 88-209-7422-3
- Pius Bonifacius Gams, Series episcoporum Ecclesiae Catholicae, Leipzig 1931, стр. 392—393  (лат.)
- Konrad Eubel, Hierarchia Catholica Medii Aevi, vol. 1 Архивная копия от 9 июля 2019 на Wayback Machine, стр. 83-84; vol. 2 Архивная копия от 4 октября 2018 на Wayback Machine, стр. 85; vol. 3 Архивная копия от 21 марта 2019 на Wayback Machine, стр. 103—104; vol. 4 Архивная копия от 4 октября 2018 на Wayback Machine, стр. 77  (лат.)